# Українці Домініканської Республіки
Українці Домініканської Республіки — люди з українським громадянством або національністю, які перебувають на території Домініканської Республіки (Домінікани). Функції об'єднувача частково виконують ініціативні групи.

## Історія
Українська діаспора в Домінікані доволі молода. Початок переїзду українців до Домінікани було покладено у середині 1990-х, коли у зв'язку з складною економічною ситуацію в Україні люди вирушали закордон, зокрема, й до Домініканської Республіки. Проте це були окремі громадяни.
З початку 2000-х стали прибувати українські туристи, згодом деякі залишилися. Певний відсоток становили українки, що одружилися з домініканцями, які навчалися у вузах України. Іншу становили кваліфіковані спеціалісти, насамперед інженери, яких було запрошено на роботу до Домінікани. Значно зросла українська громада в Домінікані, починаючи з 2010-х років.
Найбільше у 2000—2014 роках приїжджали українські громадяни з Києва, Харкова та Львова. Після початку російської агресії на Донбасі до Домінікани стали прибували українці з Донецька, Луганська, Харкова, Дніпра.
Основна сфера, в якій працюють українці у Домінікані — це туризм: фотографи, гіди, представники туристичних компаній, весільні організатори. також працюють косметологами, перукарями, лікарями (кардіологами, гінекологами, анестезіологами), проте останні не мають права на медичну практику, тому влаштовуються при салонах краси і надають консультації. Частина українців є приватними підприємцями або працюють на російські компанії в сфері туризму.
На 2016 рік українська діаспора становила за різними відомостями від 1200 до 2000 осіб.

## Організації
В республіці відсутні будь-які громадські об'єднання, асоціації, заклади української діаспори. Діють окремі невеличкі ініціативні групи, однією з голів є Лариса Федорченко. Не сприяє згуртованості Почесний консул України Андреа Біамонті. Оскільки він італієць, який не розуміє української. Посольство України на Кубі, в сфері діяльності якого входить також Домініканська республіка, не займається питаннями української громади.
Значною проблемою для об'єднання української громади є різні погляди. Дуже важко йде процес згуртування. Частина українців, які тут проживають, вважають, що усі — вихідці з СРСР і не потрібно ніякого поділу. Інші ж навпаки бачать, що в українців та росіян — абсолютно різний менталітет. Є ще третя категорія, яка взагалі не розуміє, для чого об'єднуватись. Навіть після Євромайдану, Революції гідності, російської анексії Криму та вторгнення на Донбас мало що змінилося.